# Shuttle - L'ultima corsa verso l'oscurità
Shuttle - L'ultima corsa verso l'oscurità è un film del 2008 diretto da Edward Anderson.

## Trama
Le due inseparabili amiche Mel e Jules, reduci da un divertente weekend di vacanza, arrivano all'aeroporto e scoprono di non avere il passaggio che le riaccompagni a casa. Decidono così, insieme ad altri due ragazzi conosciuti in quel momento, di noleggiare una navetta all'aeroporto, con relativo autista. Nella navetta è presente anche un altro passeggero. È una notte buia e piovosa, ma il buio vero Mel e Jules lo conosceranno strada facendo...